# Nistelitz
Nistelitz ist eine Ortschaft in Mecklenburg-Vorpommern im Süd-Osten der deutschen Insel Rügen. 

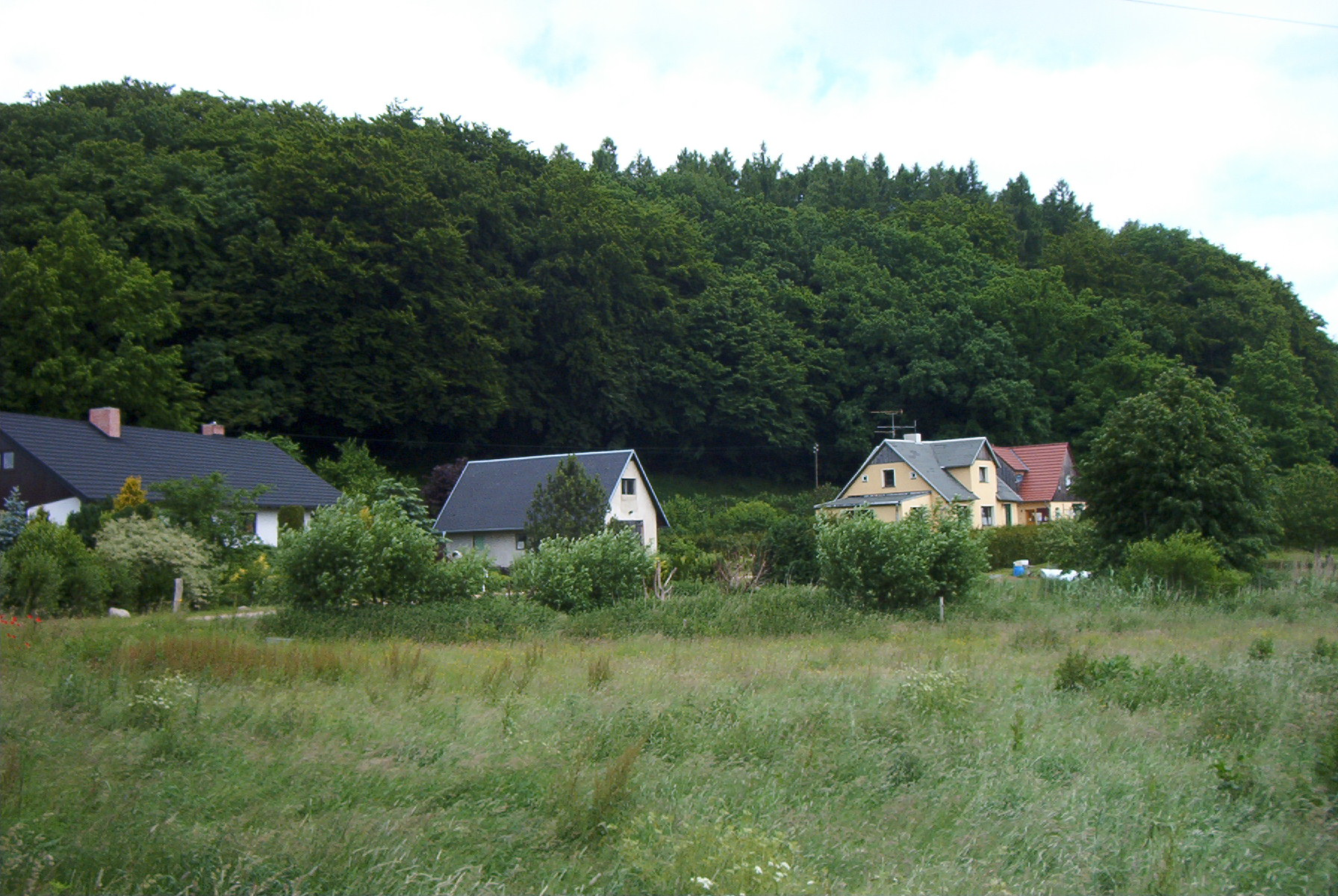
Nistelitz, nördlicher Teil des Dorfes

Sie gehört zur Gemeinde Zirkow und ist in der Form eines Weilerdorfes angelegt. Die Einwohnerzahl beträgt 19 (2003).

## Geschichte
Die Herkunft des Ortsnamens ist unklar. Unbelegten Vermutungen nach entstand er aus dem Slawischen.

### Mittelalter
Die erste urkundliche Erwähnung erfolgte 1318. Zu diesem Zeitpunkt befand sich der Ort im Besitz der Familie von Putbus. 1326 verkaufte Stoislav III. den Ort an die Stralsunder Brüder Albert und Johann Hövener für 510 Mark. Im Jahr 1359 überließ Albert Hövener seinen Anteil dem Kloster Bergen, was von Borante III. bestätigt wurde. 1406 verkauft ein zwischenzeitlich zum hälftigen Eigentümer gewordener Arnd Goldenstede seinen Anteil an Johann von der Heide, der 1410 seinen Teil ebenfalls an das Kloster Bergen veräußert.

### Reformation
Für 1532 wurde der Besitz des Klosters in Nistelitz mit 5 Hufen und 63 Mark Pacht angegeben. Im Zuge der Reformation gelangte der Ort in Domanialbesitz. 1588 erhielt die Familie zu Putbus den Ort als Lehen. 1694 wurde das Lehen durch die Reduktionskommission wieder eingezogen. Nistelitz wurde erneut Domanialbesitz. Zu dieser Zeit wurden für Nistelitz 4 Vollbauern und 1 Kossat verzeichnet. Später erwarb dann jedoch wieder die Familie von Putbus den Grundbesitz.

### Ab 1800
1806 erfolgte auch für Rügen die Aufhebung der Leibeigenschaft. Im Jahr 1844 befanden sich im Ort 16 Häuser. Nistelitz zählte 119 Einwohner. Für das Jahr 1908 wurden 65 Einwohner gezählt. Der Ort gehörte zum Amtsbezirk Lancken (Granitz).
1913 wurde die Pension Waldfrieden an der Kleinbahn Rasender Roland errichtet. Auch 1933 bestanden in Nistelitz 4 Bauernhöfe und ein Kossat. Die Einwohnerzahl war jedoch auf 51 Menschen gesunken.

### Ab 1945
Der Grundbesitz gehörte auch weiterhin der Familie von Putbus. Diese wurde jedoch durch die Bodenreform 1945/1946 enteignet. Bis ca. 1950 bestanden im Ort dann 13 Hofstellen, wobei 9 durch die Bodenreform entstanden waren. Die Einwohnerzahl war auf 97 Personen angestiegen. 1980 brannte ein Haus in Nistelitz. Im Jahr 1989 lebten im Dorf noch 14 Einwohner. 4 Hofstellen waren jedoch zu Ferienhäusern umgebaut.
1993 wurde in der Nähe des Ortes eine slawische Siedlung aus dem 10. bis 13. Jahrhundert entdeckt. Bis 2001 war die Einwohnerzahl wieder leicht auf 24 Personen gestiegen. Im Jahr 2004 begann der Bau einer Straße in Richtung des Bahnhofes Seelvitz.

## Mit Nistelitz verbundene Persönlichkeiten
- Barbara Sammler (* 1941), Keramikerin